# KUBITO
KUBITO（クビート、1987年2月15日 - ）は、日本の男性プロレスラー。血液型A型。プロレスリングBASARA所属。鹿児島県伊佐市出身。

## 経歴
2005年10月22日、SUPER CREW新木場1stRING大会における対中里哲弥戦にて本名の久保佑允でデビュー。
その後、SUPER CREWの解散に伴い、レスリングドリーマーズへ移籍も、試合数の減少、家庭の事情により九州へ帰郷。
2008年4月20日に行われた九州プロレスの公開オーディションでは、プロレスにかける想いを四季に例え、審査員や多くの観客の胸を打った。
2008年7月6日に行われた九州プロレス旗揚げ戦で、筑前りょう太を相手に白波佑助の名前で再デビューを果たし、2008年12月に行われた1Dayタッグトーナメントでは師匠の筑前りょう太とタッグを組み優勝を果たした。
2009年5月、KAIENTAI DOJOで行われたK-METAL LEAGUE’09に参戦（結果は1勝3敗で5位）。
2009年12月に行われた1Dayタッグトーナメントでめんたい☆キッドとタッグを組み昨年に続いての優勝を果たした。
2011年1月に武者修行のため単身メキシコへ渡り、現地インディーマットを転戦し、2012年3月に帰国。
2012年3月28日をもって九州プロレスを退団してフリーとなる。2012年4月のユニオンプロレス新木場大会にて、「鶴見五郎のヨーロッパで作った息子」というギミックの覆面レスラー「ゴローJr.」として登場。以降準レギュラーとなる。
2012年9月、アジアンプロレス宮崎大会で以前から痛めていた右ひざの側副じん帯を断裂。2013年2月23日、みちのくプロレス新木場大会に出場するなどしていたが、日常生活にも支障が出たため膝の手術を受ける。
福岡にいたころ、プロレスだけでは食べていけないことから制作会社で映像の仕事を1年していたこともあり、2012年8月18日の日本武道館大会からDDTプロレスリングの後楽園ホール大会などを手伝ってきていたが、2014年6月下旬からDDTのプロレス映像班として正式に働くこととなった。怪我から復帰後もゴローJr.としてユニオンのレギュラー参戦。
2015年2月15日のDDTさいたまスーパーアリーナ大会において、第1012代アイアンマンヘビーメタル級王座保持者であるアジャ・コングを入場中に襲撃。「DDT映像班 久保佑允」として第1013代王者となり、アジャ・コングの入場曲がそのまま流れる中カメラ片手に登場した。勝俣瞬馬に丸め込まれ王座陥落したが、ヤス・ウラノをコルバタやアストロシザースで投げるなど、久々にリング上での姿を見せた。
2月22日、ユニオンプロレス王子大会にてトーナメントで2回戦で敗れたゴローJr.が覆面を脱ぎ久保佑允であることを明かすとともにユニオン入団が決まった。また、ユニオン入団後もDDTの映像班としても働く。
3月1日、ユニオン大阪大会にて中津良太を相手にユニオン正式入団後初の試合。SSAで見せた派手な技は使わずにスカしやグラウンドテクニックで場を支配して最後はメキシカンロールでフォール勝ち。
10月のユニオン解散後はDDT映像班としての仕事を優先するためTEC所属として活動。11月18日に開催された佐々木大輔、佐藤悠己との合同によるデビュー10周年記念大会でのセミファイナル終了後、木高イサミの誘いによりプロレスリングBASARA入団が決定。11月末をもってDDT映像班を離れレスラー活動に専念。
12月8日、新木場1stRINGでの「ヤス・ウラノ デビュー15周年記念大会〜ヤス大サーカス2015〜」にてSUPER CREWの同期である佐々木大輔の保持するMAX LUCHA LIBRE認定無差別級王座に挑戦するも敗北。
2022年6月21日、リングネームを本名の久保佑允からKUBITO(くびーと)に変更する旨を発表。

## 得意技
是空
蛇切縄
胴締めスリーパーホールドと同型。
不二才

## 入場曲
- 初代 : 集え!熱血WARRIORS! ※「押忍!サラリーマン番長サウンドトラック」に収録
- 2代目 : Cumbia（Instituto Mexicano Del Sonido） ※イントロに師匠のディック東郷の入場曲「INSANE IN THE BRAIN」のイントロが付随
- 3代目 : Speed of Light

## タイトル歴
九州プロレス
- 博多華味鳥杯1DAYタッグトーナメント優勝（パートナーは筑前りょう太→めんたい☆キッド）

DDTプロレスリング
- アイアンマンヘビーメタル級王座

大日本プロレス
- 横浜ショッピングストリート6人タッグ王座（パートナーはFUMA、SAGAT）

プロレスリングBASARA
- IRON FIST TAG王座（パートナーはFUMA）
- IRON FIST TAG TOURNAMENT優勝（パートナーはFUMA）